# ورزشگاه امیر عبدالله الفیصل
ورزشگاه امیر عبدالله فیصل (به عربی:ستاد الأمیر عبدالله الفیصل) این ورزشگاه در شهر بندری جده، عربستان است.

ورزشگاه واقع شده در جنوب شرقی جده، بین دانشگاه شاه عبدالعزیز و شهرک صنعتی می باشد.

ورزشگاه در سال ۱۹۷۰ ساخته شد، و گنجایش ۲۳٬۰۰۰ هزار نفر را دارا است.